# 바투미
바투미(조지아어: ბათუმი, Batumi)는 흑해에 면한 조지아의 항만 도시로, 아자리아의 주도이다. 인구는 약 15만 4100명(2015년)이다.
바투미에는 조지아 최대의 항구가 있고, 중요한 상공업 도시이다. 터키와의 국경으로부터는 약 20 km지점에 위치해 있다. 아열대 기후로 레몬이나 오렌지, 차를 재배한다. 조선, 식품가공, 경공업 등의 산업이 주요 산업이지만, 가장 큰 비중을 차지하는 산업은 관광이다.
옛날에는 그리스인의 식민 도시였다. 17세기 이후부터 오스만 제국의 지배하에 놓였고, 주민의 이슬람교화가 진행되었다. 1878년에는 러시아-튀르크 전쟁 이후에 체결된 산스테파노 조약에 의해서 러시아 제국에 병합되었다. 1901년에는 스탈린이 바투미에서 파업을 일으켰다. 러시아 혁명 뒤에는 터키군이나 영국군에 의해서 일시적으로 점령되었다. 1921년에 소비에트 연방에 편입되었다.
조지아 정교회나 가톨릭, 이슬람교, 유대교, 아르메니아 정교회 등 많은 종교가 혼재하는 도시이며 각각의 종교의 사원·교회를 볼 수 있다.

## 역사

### 오스만 제국 시대
15세기에 카카베르 구리엘리 왕자 시대에 오스만 제국의 군대가 바투미를 정복했다. 하지만 완전히 지배하지는 못했다.

## 기후
바투미는 흑해의 남동부에 위치해 있고, 쾨펜의 기후 구분에서 온난 습윤 기후를 나타낸다. 바투미의 기후는 흑해의 서기류의 영향을 받았다. 바투미는 조지아 뿐만아니라 캅카스 지역에서 가장 습하고 비가 많이 내리는 지역인데, 주변에 높은 산이 있어서 일년내내 비가 많이 내린다.
바투미의 1년 평균 기온은 약 14 °C(57 °F)이다.
| Batumi의 기후            | Batumi의 기후 | Batumi의 기후 | Batumi의 기후 | Batumi의 기후 | Batumi의 기후 | Batumi의 기후 | Batumi의 기후 | Batumi의 기후 | Batumi의 기후 | Batumi의 기후 | Batumi의 기후 | Batumi의 기후 | Batumi의 기후 |
| 월                       | 1월           | 2월           | 3월           | 4월           | 5월           | 6월           | 7월           | 8월           | 9월           | 10월          | 11월          | 12월          | 연간          |
| ------------------------ | ------------- | ------------- | ------------- | ------------- | ------------- | ------------- | ------------- | ------------- | ------------- | ------------- | ------------- | ------------- | ------------- |
| 역대 최고 기온 °C (°F)   | 25.2 (77.4)   | 27.4 (81.3)   | 32.2 (90.0)   | 38.3 (100.9)  | 37.2 (99.0)   | 39.9 (103.8)  | 40.6 (105.1)  | 39.5 (103.1)  | 38.1 (100.6)  | 35.4 (95.7)   | 30.1 (86.2)   | 28.3 (82.9)   | 40.6 (105.1)  |
| 일평균 최고 기온 °C (°F) | 10.3 (50.5)   | 11.2 (52.2)   | 12.5 (54.5)   | 16.2 (61.2)   | 20.1 (68.2)   | 24.3 (75.7)   | 26.2 (79.2)   | 26.5 (79.7)   | 23.5 (74.3)   | 20.3 (68.5)   | 15.8 (60.4)   | 12.7 (54.9)   | 18.3 (64.9)   |
| 일일 평균 기온 °C (°F)   | 6.6 (43.9)    | 6.7 (44.1)    | 8.8 (47.8)    | 12.3 (54.1)   | 16.0 (60.8)   | 20.2 (68.4)   | 22.6 (72.7)   | 23.1 (73.6)   | 19.9 (67.8)   | 16.4 (61.5)   | 11.9 (53.4)   | 9.0 (48.2)    | 14.5 (58.0)   |
| 일평균 최저 기온 °C (°F) | 4.1 (39.4)    | 3.8 (38.8)    | 5.5 (41.9)    | 9.3 (48.7)    | 13.1 (55.6)   | 17.3 (63.1)   | 19.9 (67.8)   | 20.3 (68.5)   | 16.9 (62.4)   | 13.4 (56.1)   | 9.1 (48.4)    | 6.4 (43.5)    | 11.6 (52.9)   |
| 역대 최저 기온 °C (°F)   | −7.7 (18.1)   | −8.2 (17.2)   | −6.7 (19.9)   | −2.5 (27.5)   | 3.4 (38.1)    | 8.1 (46.6)    | 12.9 (55.2)   | 12.6 (54.7)   | 7.5 (45.5)    | 2.0 (35.6)    | −3.9 (25.0)   | −4.2 (24.4)   | −8.2 (17.2)   |
| 평균 강수량 mm (인치)    | 238 (9.4)     | 189 (7.4)     | 153 (6.0)     | 113 (4.4)     | 108 (4.3)     | 142 (5.6)     | 168 (6.6)     | 205 (8.1)     | 262 (10.3)    | 277 (10.9)    | 312 (12.3)    | 268 (10.6)    | 2,435 (95.9)  |
| 평균 월간 일조시간       | 99            | 105           | 126           | 148           | 199           | 235           | 214           | 223           | 201           | 176           | 125           | 107           | 1,958         |
| 출처 1: Climate Data     |               |               |               |               |               |               |               |               |               |               |               |               |               |
| 출처 2:                  |               |               |               |               |               |               |               |               |               |               |               |               |               |

## 인구
2002년의 인구 조사에 따르면, 바투미의 인구는 121,806명이었고, 인구 밀도는 7293.8km2이었다.
민족 구성은 다음과 같다.
- 조지아인 - 91%
- 아르메니아인 - 5.8%
- 러시아인 - 2%
- 기타 - 1.2%

## 관광
- 알파베틱 탑
- 드라마 극장 광장
- 루스타벨리 거리
- 바투미 식물원
- 바투미 해변
- 유럽 광장
- 피아자 광장

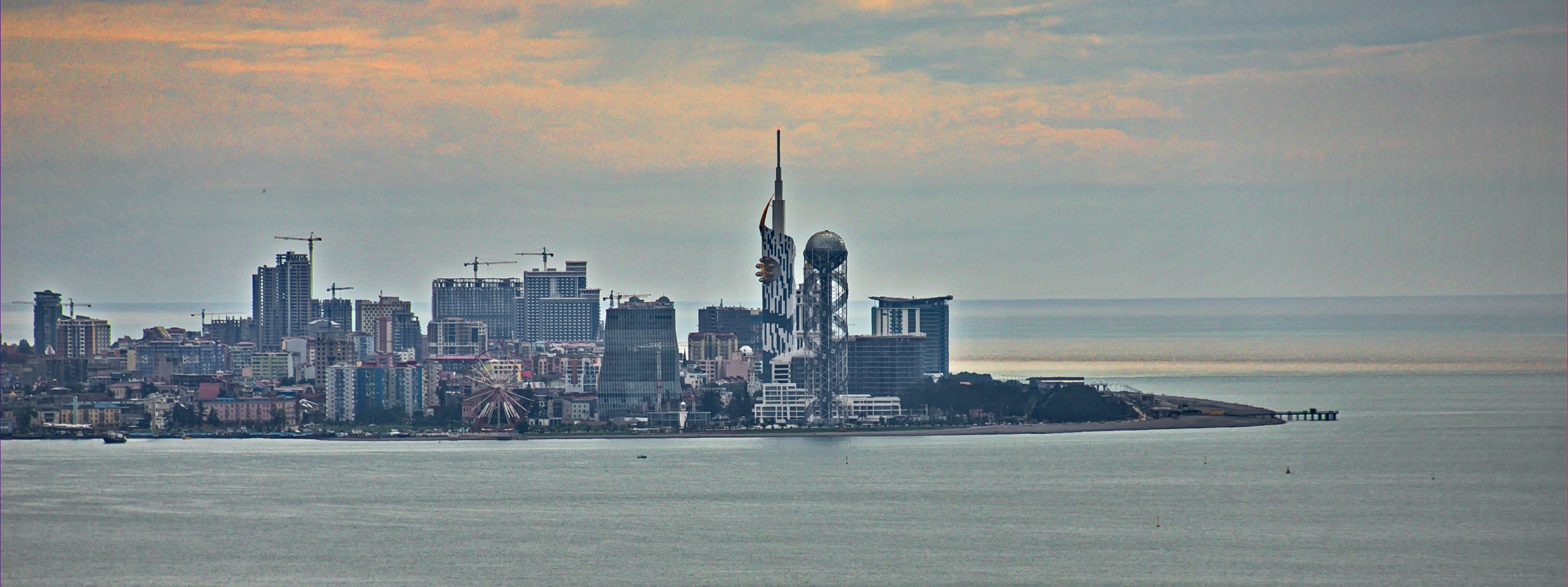
알파베틱 탑과 바투미 시가지
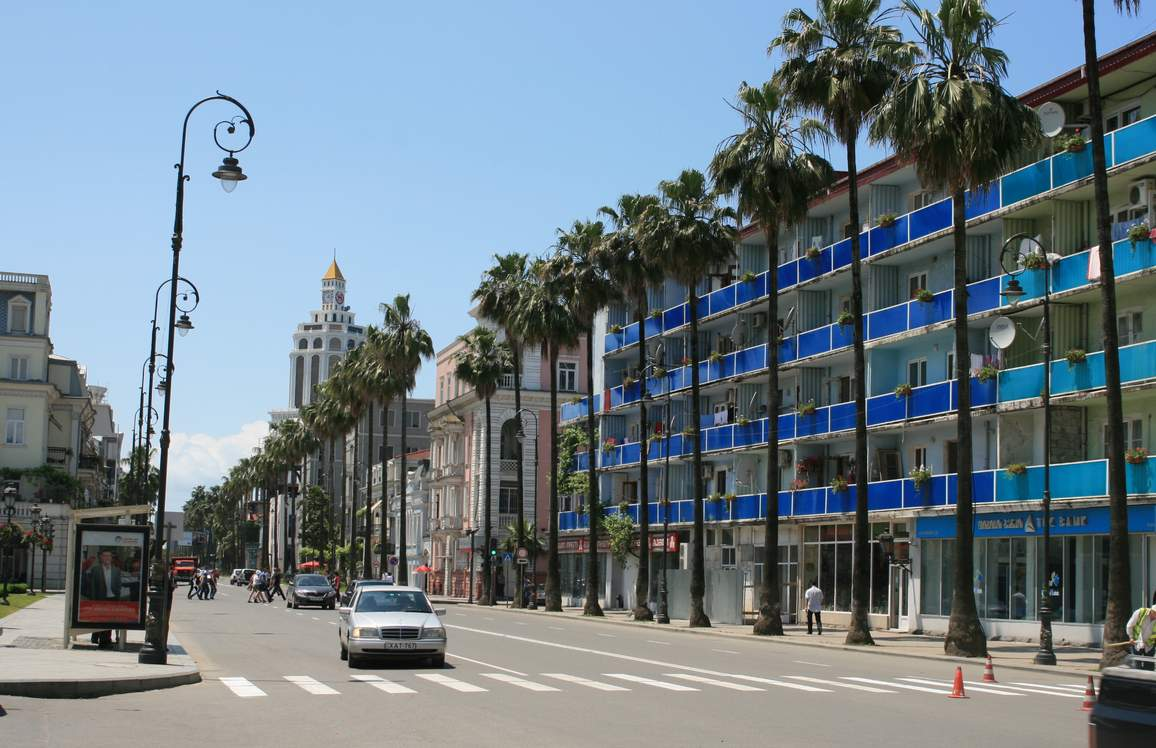
루스타벨리 거리
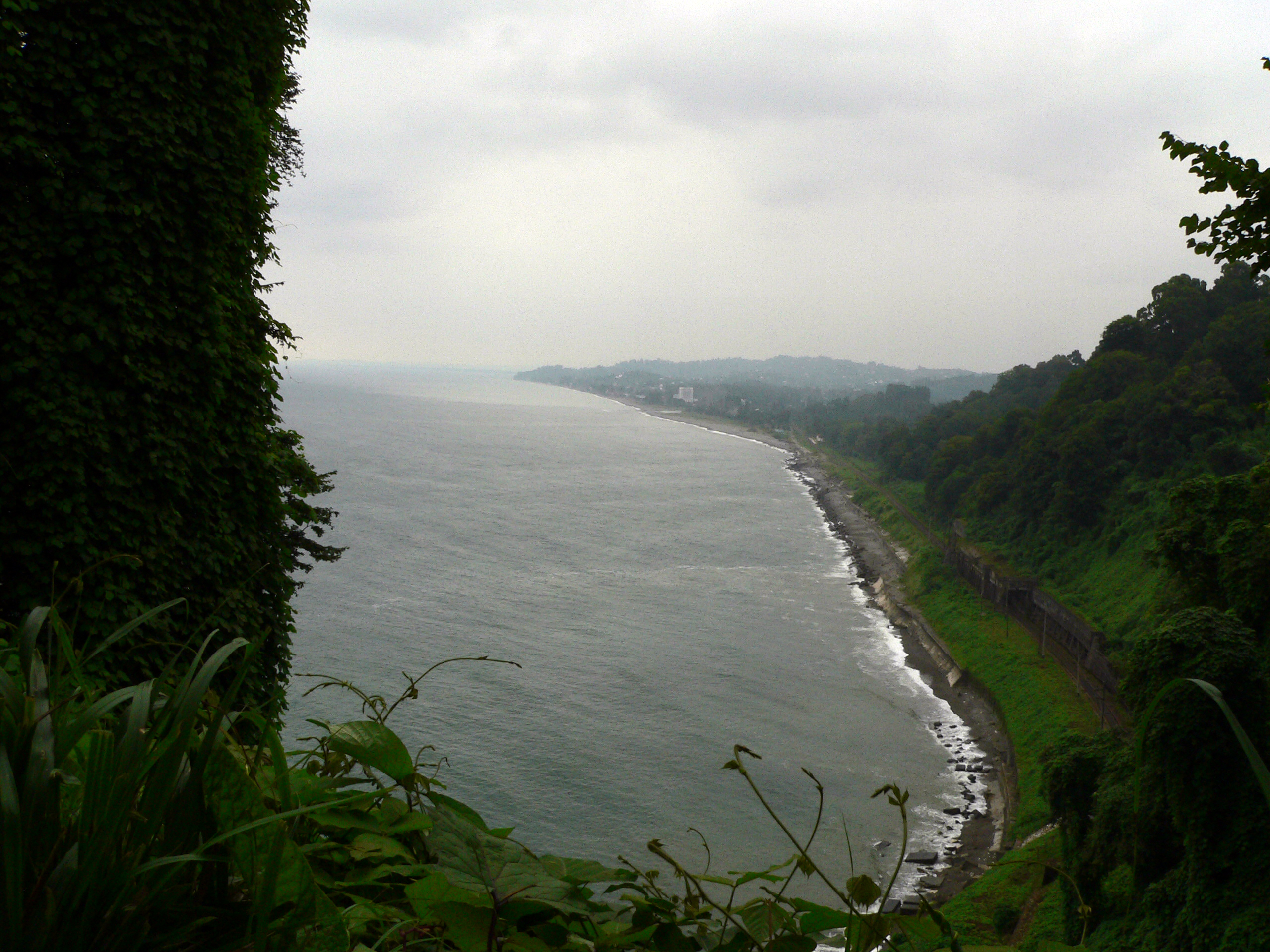
바투미 식물원
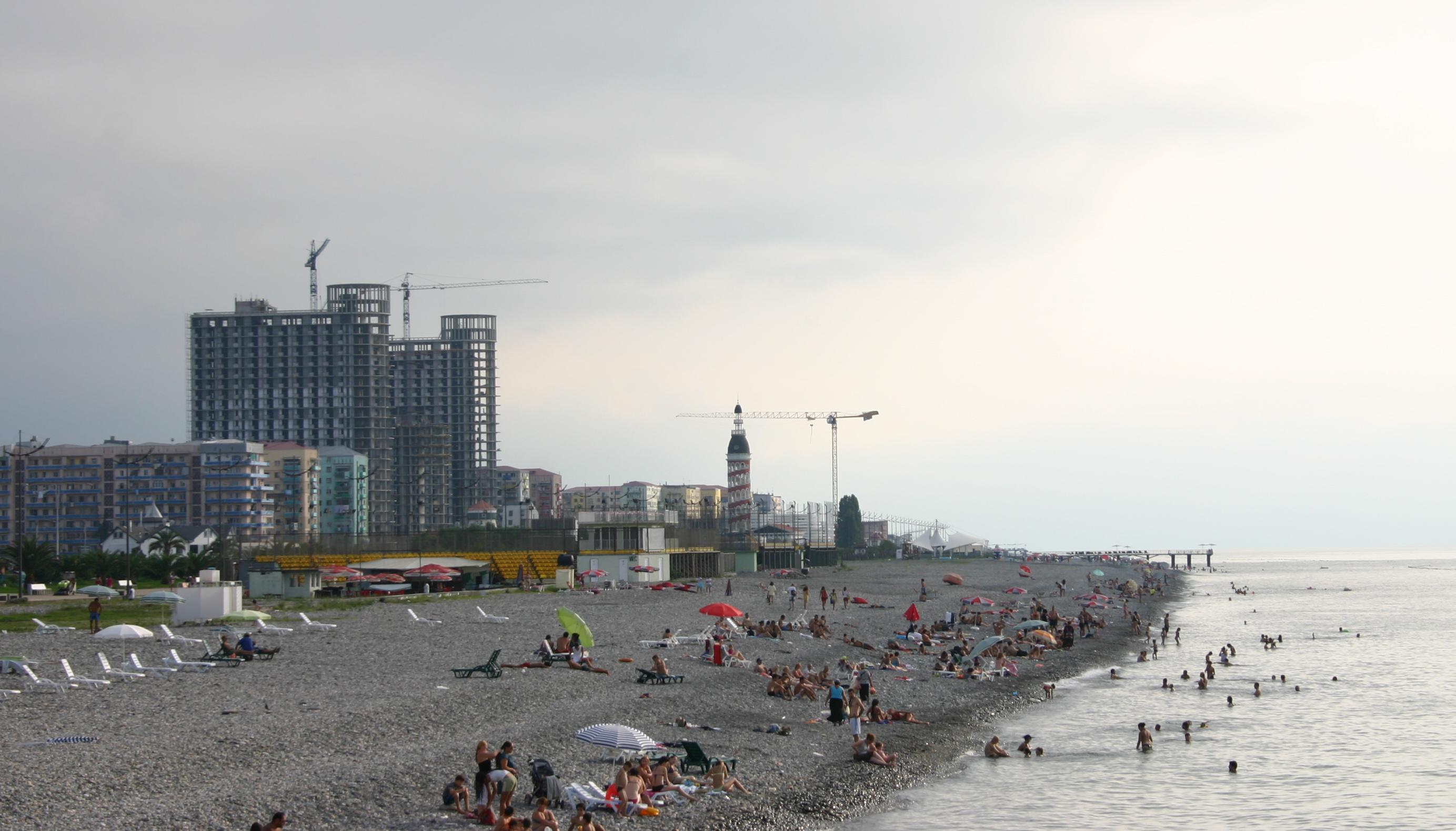
바투미 해변
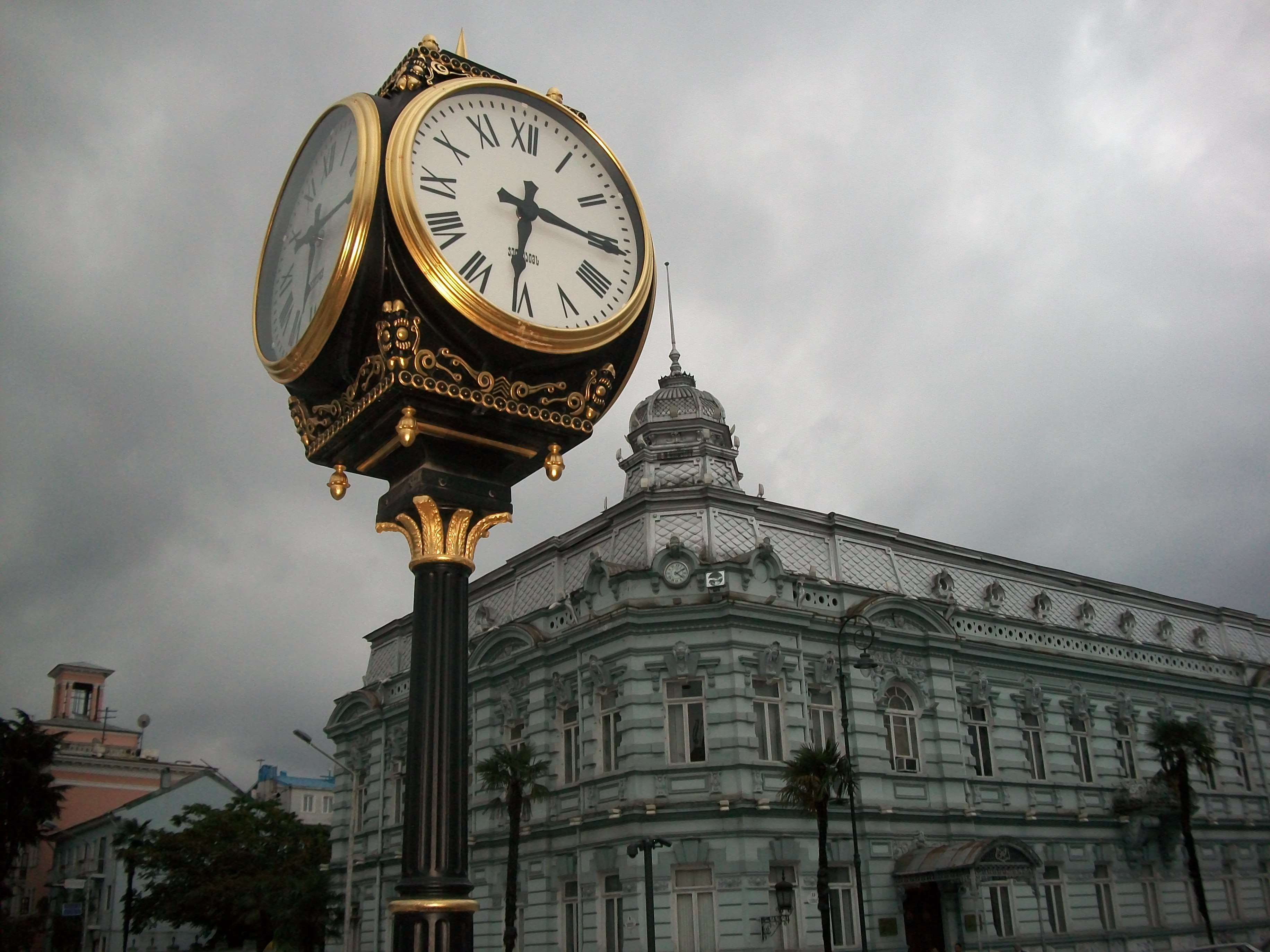
유럽 광장
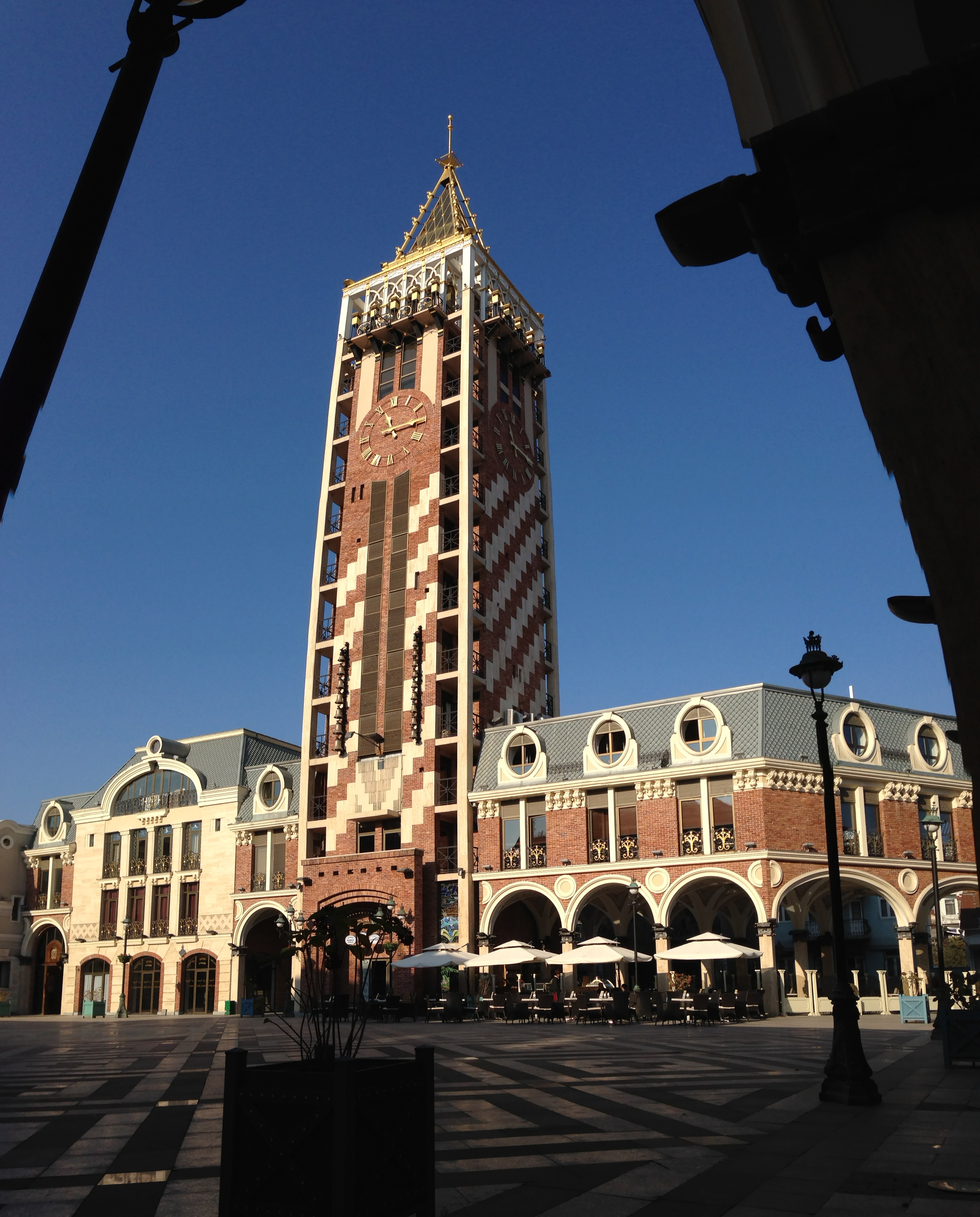
피아자 광장

## 교통
조지아에 세 개 밖에 없는 국제공항인 바투미 국제공항이 근교에 있다. 터키의 트라브존, 리제에서 매일 버스가 운행된다. 트빌리시 광장에서 미니버스를 이용해 쿠타이시, 트빌리시 등 조지아 내 주요 도시로 갈 수 있다. 바툼벨로(BatumVelo)라는 무인대여 공영 자전거를 스마트 카드를 이용해서 대여할 수 있다.

## 자매 도시
- 이탈리아 바리 (1987)
- 스페인 산세바스티안 (1987)
- 미국 서배너 (1992)
- 그리스 피레아스 (1996)
- 러시아 키슬로보츠크 (1997)
- 터키 트라브존 (2000)
- 아르메니아 바나조르 (2006)
- 그리스 볼로스 (2007)
- 러시아, 얄타 (2008)
- 이스라엘 아슈도드 (2012)